# Acidiella fuscibasis
Acidiella fuscibasis är en tvåvingeart som beskrevs av Erich Martin Hering 1953. Acidiella fuscibasis ingår i släktet Acidiella och familjen borrflugor. Inga underarter finns listade i Catalogue of Life.